# Comprimento de Planck
Em física, comprimento de Planck, denotado por ℓP, é uma unidade de comprimento igual a 1,616199(97) × 10−35 m e corresponde à distância que a luz percorre no vácuo durante um tempo de Planck. É unidade básica do Sistema de Unidades de Planck.
O comprimento de Planck pode ser definido a partir de três constantes físicas fundamentais, quais sejam: a velocidade da luz no vácuo c, a constante de Planck e a constante gravitacional.
O comprimento de Planck desempenha uma função importante na física moderna, pois para comprimentos inferiores a este, tanto a mecanica quântica, como a relatividade geral deixam de conseguir descrever os comportamentos de particulas. Espaços inferiores ao comprimento de Planck têm sido alvo de exaustiva investigação na busca de uma teoria unificadora da relatividade com a mecânica quântica.

## Valor
O comprimento de Planck ℓP é definido como
{\displaystyle \ell _{\mathrm {P} }={\sqrt {\frac {\hbar G}{c^{3}}}}\approx 1.616\;229(38)\times 10^{-35}\ \mathrm {m} }
onde {\displaystyle c} é a velocidade da luz no vácuo, G é a constante gravitacional e ħ é a constante de Planck reduzida.
O comprimento de Planck é aproximadamente 10−20 vezes o diâmetro de um próton.

## Significado teórico
Atualmente ainda não há significado físico comprovado para o comprimento de Planck. Entretanto, é teoricamente considerado a quantização do espaço que constitui o tecido do universo, também conhecido como espuma quântica.
Em algumas formas de gravitação quântica, o comprimento de Planck é a escala de comprimento na qual as estruturas do espaço-tempo tornam-se dominadas por efeitos quânticos, e é impossível determinar a diferença de duas posições com menos de um comprimento de Planck de distância.
A área de Planck, o quadrado do comprimento de Planck, tem um papel na entropia do buraco negro. O valor dessa entropia, em unidades da constante de Boltzmann, é dada por {\displaystyle A/(4\ell _{\mathrm {P} }^{2})}, onde A é a área do horizonte de eventos. A área de Planck é a área que a superfície do buraco negro aumenta quando o buraco negro engole um pedaço de informação, como foi provado por Jacob Bekenstein.
Na teoria das cordas, o comprimento de Planck é a ordem de magnitude das cordas oscilantes que formam as partículas elementares, e comprimentos menores não possuem sentido físico.

## Visualização
O tamanho do comprimento de Planck pode ser visualizado da seguinte forma: se uma partícula ou ponto de aproximadamente 0.1 mm de tamanho (que é aproximadamente a menor coisa que o ser humano pode ver a olho nu) fosse ampliada até o tamanho do universo observável, então dentro desse ponto do tamanho do universo observável o comprimento de planck seria aproximadamente do tamanho do ponto de 0.1 mm. Em outras palavras, um ponto de 0.1 mm está no meio entre o comprimento de Planck e o tamanho do universo observável numa escala logarítmica.
1. ↑  John Baez, The Planck Length
2. ↑  NIST, "Planck length", NIST's published CODATA constants
3. ↑  «Phys. Rev. D 7, 2333 (1973): Black Holes and Entropy». Prd.aps.org. Consultado em 21 de outubro de 2013
4. ↑  Cliff Burgess; Fernando Quevedo (novembro de 2007). «The Great Cosmic Roller-Coaster Ride». Scientific American (print). Scientific American, Inc. p. 55